# Народний письменник Естонської РСР
Народний письменник Естонської РСР — почесне звання Естонської РСР, яке присвоювалося письменникам за видатні заслуги в розвитку естонської радянської літератури.

## Історія звання
Було затверджено Указом Президії Верховної Ради Естонської РСР від 31 березня 1941 року. Почесне звання «Народний письменник Естонської РСР» присвоювалося прозаїкам, поетам, драматургам, перекладачам, критикам і літературознавцям, котрі створили високоідейні художні твори і літературознавчі праці, що отримали широке визнання, і які брали активну участь у суспільному житті, в зближенні і взаємозбагаченні літератур народів СРСР.

## Нагрудний знак
Удостоєним почесного звання «Народний письменник Естонської РСР» вручається відповідний нагрудний знак.

## Народні письменники Естонської РСР
Почесним звання «Народний письменник Естонської РСР» були удостоєні:
- 1945 — Оскар Лутс;
- 1946 — Фрідеберт Туґласа;
- 1947 — Аугуст Якобсон;
- 1954 — Анна Хаава;
- 1957 — Карл Ернст Сяргава;
- 1964 — Йоханнес Семпер;
- 1965 — Юхан Смуул;
- 1965 — Ааду Хінт;
- 1971 — Дебора Вааранді;
- 1972 — Ерні Крустен;
- 1972 — Пауль Куусберґ;
- 1972 — Март Рауд;
- 1981 — Альвер Бетті;
- 1989 — Яан Кросс.